# 11780型揚陸艦
11780型強襲揚陸艦（Универсальные десантные корабли проекта 11780）は、ソビエト連邦海軍で計画された強襲揚陸艦。アメリカ海軍のタラワ級強襲揚陸艦を意識した設計で、非公式に「イワン・タラワ（«Иван Тарава»）」と呼ばれていた。

## 計画
1978年に就役したイワン・ロゴフ級揚陸艦は、ソ連海軍に配備された初のヘリコプターによる揚陸能力を有する揚陸艦だった。しかし、従来のビーチングによる揚陸能力も残されたことから、同級の揚陸能力は限定的なものとなった。ソ連海軍総司令官のセルゲイ・ゴルシコフ提督は、より本格的な両用戦能力を有する揚陸艦の設計を指示した。
一方でゴルシコフ提督は、対潜哨戒任務のため垂直離着陸機を搭載する航空母艦の建造を熱烈に支持していた。これに対し副総司令官のニコライ・アメリコ大将は、現実的な選択として民間のコンテナ船の設計を流用したヘリ空母の配備を支持していた。1978年、黒海船舶設計局は1069型コンテナ船の設計を元に10200型航空母艦の原案を作成し、翌1979年に技術案を提出した。1980年3月、ソ連政府は10200型「ハルザン」2隻の建造を決定したが、当時はキエフ級航空母艦も建造中で同時建造は造船所の能力を超過すると反対意見が多く、10200型は技術案の段階で中止された。
しかし10800型の設計は、イワン・ロゴフ級揚陸艦の性能に不満を持っていたゴルシコフ提督も認めるところだった。1980年代に入り、ゴルシコフ提督はネフスキー設計局に強襲揚陸艦の設計を支持し、ネフスキー設計局はアメリカ海軍のタラワ級強襲揚陸艦に類似した11780型強襲揚陸艦の原案を作成した。当初はヘリコプターのみ運用して揚陸する強襲揚陸艦として設計されたが、参謀本部からの指示で、Yak-38艦上攻撃機の搭載とスキージャンプを有する軽空母の能力も設計に盛り込まれた。
11780型は2隻の建造が予定され、艦名もウクライナ・ソビエト社会主義共和国（現・ウクライナ）の都市名である「ヘルソン«Херсон»」と「クレメンチューク«Кременчуг»」が予定された。しかし、2万5,000t以上の大形艦を建造できる造船所はニコラエフ造船所（現・黒海造船所）しか無かった。ニコラエフ造船所では、11435型重航空巡洋艦（後の航空母艦「アドミラル・クズネツォフ」）の建造が始まろうとしていたが、参謀本部は11435型よりも11780型の建造を優先するよう指示した。
しかし、正規空母建造の支持者だったゴルシコフ提督は、参謀本部内の11435型建造に反対する勢力が11780型を建造することで、11435型を建造中止に追い込もうとすることを恐れた。ゴルシコフ提督は11780型にスキージャンプを搭載することを認めず、11780型のAK-130 130mm連装砲が飛行甲板の前方に配置されているのに注目し、この配置が合理的か調査するよう指示した。この指摘などのゴルシコフ提督の反対により、参謀本部の11780型への興味は減少し、11780型の起工は延期された。
さらにドミトリー・ウスチノフ国防大臣の指示で、11780型には平時の洋上で潜水艦に対する哨戒任務も行えるよう設計が変更された。これら複数の任務を行うのに2万5,000tの艦型は重量不足で、ソ連崩壊もあって11780型の建造は中止された。

## 設計
11780型強襲揚陸艦の艦橋や飛行甲板、兵装の配置はキエフ級航空母艦に似ていた。左舷中央部から艦尾にかけて長さ200m、幅25mの飛行甲板を有し、6ヶ所のヘリコプター発着スポットが配置されていた。
対潜哨戒任務時には、Ka-25PLまたはKa-27PL対潜ヘリコプター25機を搭載した。揚陸任務時にはKa-29 12機を搭載し、ウェルドックにはオンダトラ型揚陸艇4隻またはレベッド型エアクッション揚陸艇2隻の搭載が可能だった。